# Marianne Angelica van Almonde
Marianne Angelica van Almonde (* 8. Oktober 1804 in Danzig; † 28. August 1866 in Szczerbięcin bei Dirschau) war eine deutsche Sängerin (Sopran), niederländischer und schottischer Herkunft. Sie wurde als „Danziger Nachtigall“ bekannt.

## Leben und Wirken
Marianne Angelica van Almonde war die Tochter des Kaufmanns und Konsuls Cornelius van Almonde (1763–1844), der aus niederländischen Familien stammte, die vor mehreren Generationen nach Westpreußen eingewandert waren. Die Mutter Maria geborene Mac Lean von Coll (1762–1844) kam aus einer schottischen Einwandererfamilie. Marianne Angelica lernte Gesang wahrscheinlich  zuerst bei Carl Anton Reichel und dann in Berlin bei Carl Friedrich Zelter, Dirigent und Leiter der Sing-Akademie zu Berlin, ab Oktober 1822. Dieser bezeichnete sie  in einem Brief an Johann Wolfgang Goethe  am 22. April 1823 als Nachtigall von Danzig. : 

„Seit fünf Monaten habe ich eine Schülerin [...], ein blondes siebzehnjähriges Mädchen mit pechschwarzen Augenbrauen, [...] mit einer Stimme, die wie eine Glocke läutet. Für jede Lektion bekomme ich einen Taler und einen Kuss von den schönsten Lippen. […] Dank Almonde (so heißt die charmanteste Frau aus Danzig) fühle ich mich 40 Jahre jünger“

.
Marianne Angelica van Almonde   trat bei den Konzerten des Gesangvereins zu Danzig (danach Danziger Singakademie)  als Solistin auf. Unter anderem sang sie am 25. November 1821 in Sankt Peter und Paul die Arie Ich weiß, dass mein Erlöser lebt aus dem Oratorium Der Messias von Georg Friedrich Händel, am 26. November 1822 eine Arie aus Der Schöpfung von Joseph Haydn. Weitere Aufführungen hatte sie mit Haydns Stabat Mater und dem Te Deum von Carl Heinrich Graun. Ihr  letzter belegbarer Auftritt fand am 18. April 1840 im Artushof statt,  dort sang sie sang sie  drei Arien aus Händels Messias. Bald nach ihrer zweiten Eheschließung nahm sie nicht mehr an Konzerten der Singakademie teil.

## Ehen und Nachkommen
Marianne Angelica van Almonde war zweimal verheiratet. 

### Heinrichsdorff
Am 9. Oktober 1823 heiratete sie den Königlich Preussischen Commerzien- und Admiralitäts-Rat Johann Carl Friedrich Henrichsdorff (1795–1836). Sie hatten vier Kinder, von denen nur eine  Tochter das Erwachsenenalter erreichte. 
- Maria Anna (1828–1909)  wurde 1847 die Ehefrau von Adalbert von der Marwitz (1821–1904).[3] Deren  neun Kinder erbten die bekannte Likörfabrik Der Lachs zu Danzig (Danziger Goldwasser) aus dem Besitz der Henrichsdorffs. Zu ihnen gehörte der musikalisch begabte General der Kavallerie Georg von der Marwitz (1856–1929), der zeitweise in der Sing-Akademie zu Berlin unter Georg Schumann sang.

### MacLean

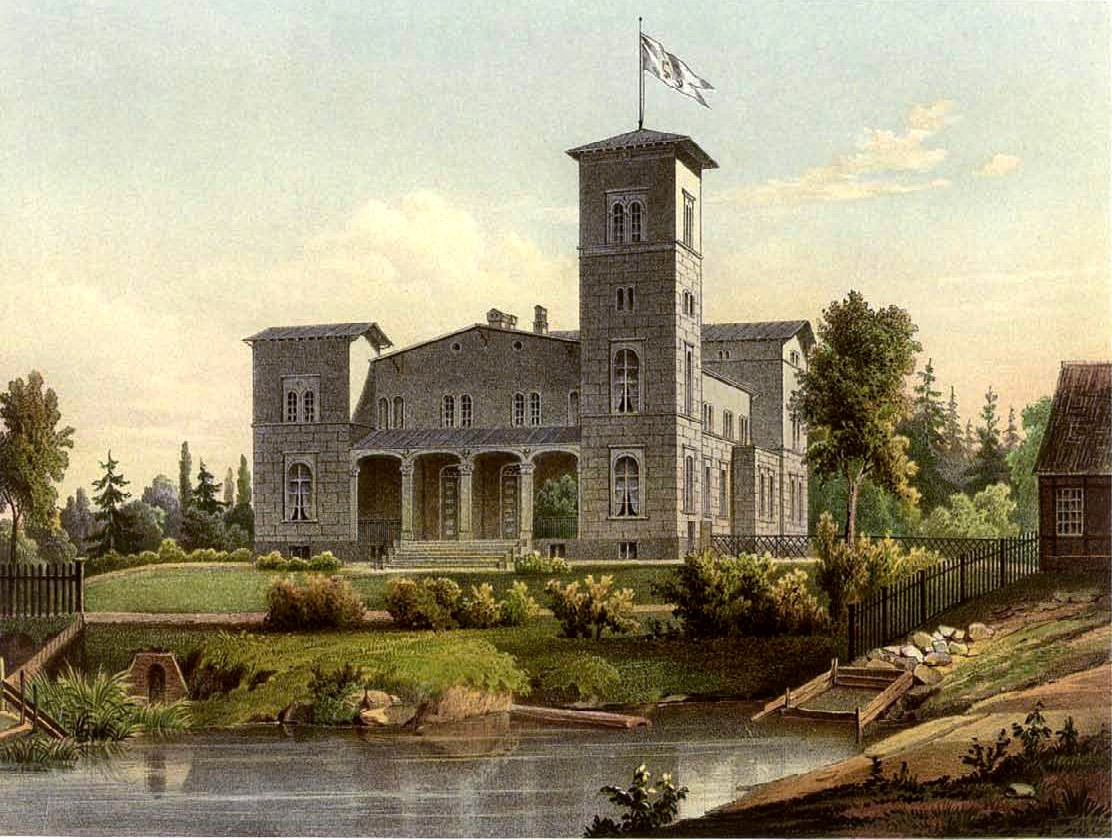
Rittergut in Szczerbięcin (Sammlung Duncker)

Am 5. Januar 1839 heiratete sie ihren Vetter Archibald III. Mac Lean in Sankt Peter und Paul in Danzig. Anschließend zog sie  auf sein Rittergut in Szczerbięcin. Sie hatten fünf Kinder: Archibald IV. (1842–1913), Lachlan (1845–1912), die beide in Straschin beigesetzt wurden, Emily, Anna und  Flora, die wahrscheinlich unverheiratet blieb.